# Gummersbach
Gummersbach (pronunciación en alemán: /ˈɡʊmɐsˌbax/ⓘ) es una ciudad del estado de Renania del Norte-Westfalia, Alemania, formando parte del distrito del Alto Berg. Está situada a 50 km al este de Colonia. Desde los años 20 los ciudadanos de Gummersbach llaman a su ciudad: La pequeña París. Hoy la ciudad es conocida por su club de balonmano, el VfL Gummersbach.

## Historia
Gummersbach aparece mencionada por primera vez en documentos oficiales en 1109, en dicho documento, la localidad aparece nombrada como Gummeresbracht. En 1855 la historia industrial de Gummersbach comenzó con la fundación de la empresa Steinmüller. Con el éxito de la empresa, el pequeño pueblo empezó a convertirse en una ciudad. Gummersbach recibió privilegios municipales en 1857. Durante décadas, muchos residentes encontraron trabajo en Steinmüller. En 2002, la nueva empresa matriz Babcock Borsig AG cerró, por lo que también se cerró Steinmüller. Cuando la mayor parte del local ya no estaba en uso, la ciudad compró la propiedad para desarrollarla. El local jugó un papel fundamental para el municipio, ya que para entonces constituía la mitad del centro de la ciudad. En los años siguientes se construyeron, entre otras cosas, un estadio, un centro comercial y un nuevo campus universitario.

## Escudo
El escudo fue otorgado el 27 de julio de 1892.
Todo vino marcado por el desarrollo rápido de la localidad durante el siglo XIX, cuando incrementó su población rápidamente debido a la metalurgia y la industria textil.

## Transportes
Gummersbach tiene una conexión ferroviaria hacia Colonia y con un cambio en Lüdenscheid-Brügge hacia Dortmund. El tren regional a Colonia sale cada 30 minutos y a Dortmund cada 60 minutos.
La ciudad también está conectada con Colonia a través de la autopista A 4. La A 4 termina en Olpe en dirección opuesta. En el noreste, Gummersbach está conectado con Dortmund y Frankfurt a través de la A 45.
Los tres aeropuertos de la zona son Colonia/Bonn, Düsseldorf y Dortmund.